# Bågø
Pour les articles homonymes, voir Bago.
Bågø est une île du Danemark situé entre l'île de Fyn et la péninsule de Jutland. 